# Марков Георгій Мокійович
Гео́ргій Мокі́йович Ма́рков (рос. Марков Георгий Мокеевич; 6 (19) квітня 1911 — 26 вересня 1991) — російський радянський письменник, двічі Герой Соціалістичної Праці (1974, 1984). Голова правління Спілки письменників СРСР (1986—1989). Член Центральної Ревізійної комісії КПРС у 1966—1971 роках. Член ЦК КПРС у 1971—1990 роках. Депутат Верховної Ради СРСР 7—11-го скликань.

## Біографія
Народився 6 (19) квітня 1911 року в селі Ново-Кусково Томської губернії (тепер Асінівський район Томської області) в сім'ї мисливця. Росіянин. Допомагав батькові, наймитував. Закінчив сільську школу.
Після вступу до ВЛКСМ у березні 1924 року розпочав активну громадську діяльність. Пройшов шлях до секретаря районного комітету комсомолу. Редагував дитячо-юнацькі періодичні видання. Член ВКП(б) з 1931 року. У 1932 році закінчив (заочно) Томський державний університет.
З 1932 року — завідувач відділу пропаганди Новосибірського міського комітету ВЛКСМ, у грудні того ж року обирається членом крайкому ВЛКСМ й призначається редактором крайової молодіжної газети «Большевистская смена» (Більшовицька зміна).
У грудні 1934 року призначається членом оргбюро ЦК ВЛКСМ по Омській області, згодом обирається членом бюро Омського обкому ВЛКСМ й затверджується редактором газети «Молодой большевик» (Молодий більшовик).
У 1935 році, після арешту брата, виключений з лав ВКП(б) та усунутий з посади редактора. Повернувся до рідного села.
Після переїзду до Іркутська у 1936 році керує літературною студією при обласній бібліотеці, починає роботу над своїм першим великим твором — романом «Строгови». Одночасно є постійним позаштатним кореспондентом іркутських газет «Восточно-Сибирская правда» (Східно-Сибірська правда) та «Советская молодёжь» (Радянська молодь).
У липня 1941 року добровольцем вступає до лав РСЧА. Протягом усієї німецько-радянської війни перебуває на посаді кореспондента газети Забайкальського військового округу «На боевом посту» (На бойовому посту). У 1943 році приймається до Спілки письменників СРСР.
Учасник радянсько-японської війни. У складі військ 17-ї армії Забайкальського фронту здійснював перехід через Хінган, брав участь у розгромі Квантунської армії. У грудні 1945 року вийшов у запас.
Оселяється в Іркутську, займається літературною діяльністю. Одночасно працює редактором літературно-художнього альманаху «Новая Сибирь» (Новий Сибір), відповідальним секретарем Іркутської організації СП СРСР.
У 1956 році переїздить до Москви, де обирається секретарем правління Спілки письменників СРСР. У подальшому протягом 30 років — на керівних посадах: перший секретар правління (1971—1986), голова правління Спілки письменників СРСР (1986—1989).
Помер 26 вересня 1991 року в Москві. Похований на Троєкуровському цвинтарі.

## Літературна діяльність
Перша стаття Г. Маркова «Волки одолели» була надрукована у 1922 році в газеті «Томский крестьянин» (Томський селянин). Згодом постійно друкується у періодичній пресі.
У 1931 році, за завданням крайкому ВЛКСМ, написав брошуру «Комсомольські резерви — Великому Кузбасу», а наступного року — брошуру «У боях за Урало-Кузбас».
У 1938 році в журналі «Новая Сибирь» під псевдонімом Єгор Дубрава надруковано перші глави роману «Строгови», а 1939 року вийшла друком перша книга роману. Друга книга цього роману вийшла в світ у 1946 році.
У 1948 році окремим виданням побачила світ повість «Солдат піхоти», яка пізніше під назвою «Орли над Хінганом» неодноразово перевидавалась.
З 1949 року розпочинає роботу над романом «Сіль землі», що є продовженням роману «Строгови». Перша книга цього роману виходить друком у Іркутську в 1955 році. Закінчив написання роману у 1960 році.
У 1952 році Іркутське книжкове видавництво видає збірку оповідань і нарисів про сибіряків «Лист у Маріївку».
У 1963—1964 роках створив роман «Батько і син», до якого увійшло багато автобіографічного матеріалу. 1966 року в журналі «Дружба народів» друкується п'єса про життя сибірського села у 1919 році «Нещадне літо».
У 1969—1973 роках працює над романом «Сибір» про діяльність декабристів у Сибіру, про життя і революційну діяльність у Російській імперії.
У 1972—1974 роках видавництво «Художественная литература» (Художня література) видає зібрання творів Георгія Маркова у п'яти томах.
Також у різні роки виходять друком повіті письменника «Земля Івана Єгорича» (1974), «Заповіт» (1975), «Тростинка на вітрі» (1977), «Моя військова пора» (1979).
У 1978 році видавництво «Советский писатель» (Радянський письменник) видає публіцистичну та літературно-критичну збірку «Горизонти життя і праця письменника».
Працював також і як перекладач: спільно з дочкою Ольгою Марковою переклав російською мовою романи узбецького письменника Рахмата Файзі «Його величність Людина» й таджицького письменника Юсуфа Акобірова «Земля батьків», які у різні роки виходили окремими виданнями.
Твори Георгія Маркова перекладалися й іншими мовами, зокрема українською мовою його твори перекладала Лариса Яценко.

## Нагороди і почесні звання
Указом Президії Верховної Ради СРСР від 27 вересня 1974 року за вагомий внесок у розвиток радянської літератури, активну громадську діяльність та в зв'язку з 40-річчям утворення Спілки письменників СРСР Маркову Георгію Мокійовичу присвоєне звання Героя Соціалістичної Праці з врученням ордена Леніна й золотої медалі «Серп і Молот».
Указом Президії Верховної Ради СРСР від 16 листопада 1984 року за значні заслуги у розвитку радянської літератури, плідну громадську діяльність та з нагоди 50-ряччя створення Спілки письменників СРСР Марков Георгій Мокійович нагороджений орденом Леніна й другою золотою медаллю «Серп і Молот».
Нагороджений чотирма орденами Леніна (28.10.1967, 19.04.1971, 27.09.1974, 16.11.1984), орденами Жовтневої Революції (17.04.1981), Червоного Прапора , Вітчизняної війни 1-го ступеня (11.03.1985), Трудового Червоного Прапора (18.04.1961), медалями.
Лауреат Сталінської премії 3-го ступеня (1951), Ленінської премії (1976), премії Ленінського комсомолу (1984), Державної преміїя РРФСР імені братів Васильєвих (1984), Великої літературної премії Болгарії «Софія-85» (1985).
Почесний громадянин міст Іркутськ (1973) і Томськ (1981).